# بی‌نامی
بی‌نامی فیلمی به کارگردانی و نویسندگی علیرضا صمدی و تهیه‌کنندگی مجید رضابالا محصول سال ۱۳۹۵ است.

## خلاصه داستان
این فیلم روایتگر داستان زن و شوهری است که سال‌ها پیش دانشجوی تئاتر بودند و با هم ازدواج می‌کنند و در یک کافی شاپ مشغول به کار می‌شوند، اما بر حسب اتفاق یکی از همکاران آنها گم می‌شود. قهرمان قصه به بهانه یافتن او به دنبال خود نیز در گذشته می‌گردد و سعی می‌کند از یک بحران خارج شود.

## بازیگران
- باران کوثری
- حسن معجونی
- پوریا رحیمی‌سام
- هوشنگ قوانلو
- شهروز دل‌افکار
- مهتاب ثروتی
- علی باقری
- رضا افشار
- محمود نظرعلیان